# (À suivre)
(À Suivre) ((Continuará)) fue una revista de historietas francobelga publicada por la editorial Casterman desde febrero de 1978 hasta diciembre de 1997. Pretendía continuar la tradición de Tintín, buscando un público más adulto.
Entre sus autores pueden citarse a Jacques Tardi, Hugo Pratt, Jean-Claude Forest, Alejandro Jodorowsky, Milo Manara, Jean (Mœbius) Giraud, François Bourgeon, F'murr, Ted Benoît, Guido Crepax, Vittorio Giardino, François Schuiten, José Muñoz, Carlos Sampayo, Benoît Sokal y François Boucq.

## Contenido
Entre sus historietas destacan:
| Años      | Números                            | Título                          | Guionista           | Dibujante           | Procedencia |
| --------- | ---------------------------------- | ------------------------------- | ------------------- | ------------------- | ----------- |
| 1978-1979 | 0-13                               | Ici Même                        | Jean-Claude Forest  | Jacques Tardi       | Nueva       |
| 1978-1979 | 4-9, 18-23                         | Haggarth                        | Víctor de la Fuente | Víctor de la Fuente |             |
| 1978      | 9-15                               | H.P. et Giuseppe Bergman        | Milo Manara         | Milo Manara         | Nueva       |
| 1980-1991 | 29-33, 76-81, 199-201              | Adèle Blanc–Sec                 | Jacques Tardi       | Jacques Tardi       |             |
| 1982-1997 | 53-60, 103-107, 159, 169, 179, 239 | Alack Sinner                    | Carlos Sampayo      | José Muñoz          |             |
| 1983-1993 | 50, 53, 54 y 58, y 181, 185 y 189  | C’était la guerre des tranchées | Jacques Tardi       | Jacques Tardi       | Nueva       |
| 1984-1986 | 79-83, 97-101,                     | Roco Vargas                     | Daniel Torres       | Daniel Torres       |             |
| 1986-1997 | 96-102, 123, 171-173, 193-212, 239 | Les cités obscures              | Benoît Peeters      | François Schuiten   |             |
| 1990      | 146                                | Claudio Cuedo                   | Daniel Torres       | Daniel Torres       |             |
| 1993-1996 | 182-186, 226-229,                  | Cyann                           | François Bourgeon   | François Bourgeon   |             |